# Ожехово (Великопольське воєводство)
Ожехово (пол. Orzechowo) — село в Польщі, у гміні Мілослав Вжесінського повіту Великопольського воєводства.
Населення — 2286 осіб (2011).

## Демографія
Демографічна структура станом на 31 березня 2011 року:
|          | Загалом | Допрацездатний вік | Працездатний вік | Постпрацездатний вік |
| -------- | ------- | ------------------ | ---------------- | -------------------- |
| Чоловіки | 1122    | 226                | 792              | 104                  |
| Жінки    | 1164    | 199                | 703              | 262                  |
| Разом    | 2286    | 425                | 1495             | 366                  |